# كرايغ أتكينسون
كرايغ أتكينسون (بالإنجليزية: Craig Atkinson)‏ هو طبال أمريكي، ولد في 17 مارس 1947، وتوفي في 13 أكتوبر 1998.